# Lutjanus sebae
Lutjanus sebae conhecido por Jenahak em Língua malaia -   é uma espécie de peixe nativa do Oceano Pacífico e Oceano Índico, entre a Nova Caledónia e Moçambique, principalmente na Indonésia.